# Zapraszamy do Trójki
Zapraszamy do Trójki – audycja informacyjno-muzyczna Programu Trzeciego Polskiego Radia nadawana od 1974 roku do 20 sierpnia 2020 oraz ponownie od grudnia 2020. 
W kształcie nawiązującym stylem do „Radiokuriera” nadawanego od początku lat 70., istniała od kwietnia 1982 roku. Pierwsze wydanie w nowej formule przedstawił Jarosław Kawecki (05.04.1982, 6:00 – 9:05).
Prezentowana była dwa razy dziennie, od poniedziałku do piątku, od godziny 6:00 rano do godziny 9:00 i po raz drugi od godziny 16:00 do 19:00 (w latach 80. nadawano również wydanie nocne, od godziny 23:00 do godziny 2:00 – było to wówczas autorskie pasmo muzyczne). Jesienią 2017 roku zlikwidowano sobotnie, poranne wydanie programu.
Audycję prowadzili m.in.: Marcin Łukawski, Wojciech Mann, Marek Niedźwiecki, Wojciech Reszczyński, Sławomir Zieliński, Mariusz Max Kolonko, Paweł Rabiej, Mirosław Rogalski, Krzysztof Ziemiec, Jarosław Kuźniar, Tomasz Sianecki, Grzegorz Miecugow, Maciej Zembaty, Michał Kowalewski, Robert Kantereit, Katarzyna Borowiecka, Katarzyna Pruchnicka, Marek Wałkuski, Jakub Strzyczkowski, Patrycjusz Wyżga, Krystian Hanke, Marcin Pośpiech, czy Piotr Łodej. Gościnnie występowali także Andrzej Kruszewicz, Tomasz Rożek, Piotr Metz, Beata Michniewicz, Michał Żakowski, Marcin Zaborski, Michał Nogaś, Dorota Wysocka-Schnepf, Krzysztof Skowroński, Joanna Kołaczkowska, Filip Jaślar, Piotr Bukartyk, Krzysztof Szubzda, Magdalena Jethon, Maja Borkowska, Katarzyna Kłosińska, Bartosz Gil, Aleksandra Budka i Ernest Zozuń.
W latach 1982–2002 prowadzona była również w każde sobotnie popołudnie przez Piotra Kaczkowskiego. Trwała wówczas trzy godziny i była to w pełni autorska, muzyczna audycja. Ostatnią audycję poprowadził 9 marca 2002.
Od 21 maja 2020 roku, przez następny tydzień, popołudniowe wydanie (później także poranne) audycji nie było emitowane z uwagi na brak osoby, która mogłaby poprowadzić program. W tym czasie na antenie nadawana była jedynie muzyka przeplatana serwisami informacyjnymi i reklamami. Sprawa była związana z odejściem wielu członków redakcji Trójki po incydencie wokół 1998. notowania „Listy Przebojów Trójki”.
Ostatnie wydanie ukazało się 20 sierpnia 2020 roku w paśmie porannym, prowadził Marcin Pośpiech. Wydanie popołudniowe zostało zdjęte z anteny na godzinę przed emisją, zaraz po odwołaniu ówczesnego Dyrektora Redaktora Naczelnego Trójki, Jakuba Strzyczkowskiego.